# Atelodesmis hirticornis
Atelodesmis hirticornis är en skalbaggsart som beskrevs av Jean Baptiste Lucien Buquet 1857. Atelodesmis hirticornis ingår i släktet Atelodesmis och familjen långhorningar. Inga underarter finns listade.